# Hant's Harbour
Hant's Harbour är en ort i Kanada.   Den ligger i provinsen Newfoundland och Labrador, i den östra delen av landet, 1 700 km öster om huvudstaden Ottawa. Hant's Harbour ligger 24 meter över havet och antalet invånare är 346.
Terrängen runt Hant's Harbour är lite kuperad. Havet är nära Hant's Harbour åt nordväst. Runt Hant's Harbour är det mycket glesbefolkat, med 3 invånare per kvadratkilometer.. Närmaste större samhälle är Winterton, 7,4 km sydväst om Hant's Harbour. 
I omgivningarna runt Hant's Harbour växer i huvudsak blandskog.